# Jim Aernouts
Jim Aernouts (Ekeren, 23 maart 1989) is een Belgisch voormalig veldrijder.

## Carrière
In 2005 toonde Aernouts zich de sterkste op het Belgisch kampioenschap mountainbike voor nieuwelingen. Ook in het veld was hij dat jaar kort bij de titel. Op de omloop in Wachtebeke moest hij enkel Joeri Adams voor zich dulden. In 2007 kwam hij als junior in Hamme-Zogge met bijna één minuut voorsprong voor Stef Boden en Vincent Baestaens over de lijn. Drie jaar later deed hij dit in Malle als belofte nog eens over. Zijn laatste jaar bij de beloften sloot hij af met een wereldbeker overwinning in Koksijde.
Als prof werd hij vijfde op het BK van 2014. Ook werd hij er tweemaal achtste (2013 en 2017) en tweemaal tiende (2015 en 2016). Hij maakte deel uit van de Telenet-Fidea Lions ploeg. In 2021 kondigde hij zijn afscheid aan.
Na zijn sportieve loopbaan baatte hij een brasserie-restaurant te Essen uit. Zijn neef Bart was eveneens actief in het veldrijden.

## Erelijst

### Elite
| Seizoen   | Wereldbeker | Superprestige | DVV Trofee | WK  | EK  | BK  | Overige  | Totaal aantal zeges |
| --------- | ----------- | ------------- | ---------- | --- | --- | --- | -------- | ------------------- |
| 2011-2012 |             |               |            | DNS | NVT | 12e |          | 0                   |
| 2012-2013 |             |               |            | DNS | NVT | 8e  | Contern  | 1                   |
| 2013-2014 |             |               |            | DNS | NVT | 5e  | Ispaster | 1                   |
| 2014-2015 |             |               |            | DNS | NVT | 10e |          | 0                   |
| 2015-2016 |             |               |            | DNS | DNS | 10e |          | 0                   |
| 2016-2017 |             |               |            | DNS | DNS | 8e  |          | 0                   |
| 2017-2018 |             |               |            | nvt | nvt | 13e |          | 0                   |
| 2018-2019 |             |               |            |     |     |     | slany    | 1                   |
|           |             |               |            |     |     |     |          |                     |
| Totaal    | 0           | 0             | 0          | 0   | 0   | 0   | 2        | 3                   |

### Jeugd
| Categorie | Seizoen   | Wereldbeker | Superprestige                                    | Bpost bank trofee | WK  | EK  | BK  | Overige | Totaal aantal zeges |
| --------- | --------- | ----------- | ------------------------------------------------ | ----------------- | --- | --- | --- | ------- | ------------------- |
| Junioren  | 2005-2006 |             |                                                  |                   | DNS | 24e | 19e |         | 0                   |
| Junioren  | 2006-2007 |             | St-Michielsgestel                                |                   | 25e | 9e  | ↑   |         | 1                   |
| Junioren  | Totaal    | 0           | 1                                                | 0                 | 0   | 0   | 1   | 0       | 2                   |
| Beloften  | 2007-2008 |             |                                                  |                   | DNS | DNS | 9e  |         | 0                   |
| Beloften  | 2008-2009 |             |                                                  |                   | 31e | 11e | 6e  |         | 0                   |
| Beloften  | 2009-2010 | Koksijde    |                                                  | Oostmalle         | 24e | 6e  | ↑   |         | 3                   |
| Beloften  | 2010-2011 |             | Ruddervoorde, Hamme, Middelkerke, eindklassement | Hasselt, Lille    | 20e | 17e | 4e  |         | 5                   |
| Beloften  | Totaal    | 1           | 3 (1x Eindklassement)                            | 3                 | 0   | 0   | 1   | 0       | 8                   |